# Andy Borg
Andy Borg (né Adolf Andreas Meyer, le 2 novembre 1960 à Vienne)  est un chanteur de schlager et présentateur autrichien.

## Biographie
Adolf Andreas Meyer finit l'école au lycée à Amstetten, diplômé en mécanique. 
Lors d'un télé-crochet sur l'ORF, il est repéré par Kurt Feltz (de) pour son interprétation du schlager. Le succès vient avec Adios Amor en 1982. D'autres suivent : Arrivederci Claire, Die berühmten drei Worte ou Ich will nicht wissen, wie du heißt.
En 1987, il participe à l'ensemble vocal Wir für Euch qui sort l'album Insel der Liebe.
En 1996, il commence à présenter des émissions de variétés sur SWR Fernsehen. En septembre 2006, il succède à Karl Moik (de) à la présentation de Musikantenstadl cela jusqu’en 2015.

## Discographie

### Singles
- 1982 Adios Amor
- 1982 Arrivederci Claire
- 1983 Weil wir uns lieben
- 1984 Ich will nicht wissen, wie Du heißt
- 1984 Barcarole vom Abschied
- 1985 Lang schon ging die Sonne unter
- 1985 Laß es mich ganz leise sagen
- 1986 Ich will Deine Tränen weinen
- 1986 Am Anfang war die Liebe
- 1987 Angelo mio
- 1988 Mama Domenica
- 1988 Ich brauch' dich jeden Tag
- 1991 Ich sag' es mit Musik
- 1992 Bleib bei mir heut' Nacht
- 1992 Liebe total
- 1993 Einmal wird der Wind sich wieder dreh'n
- 2007 Was hab ich nicht alles verloren
- 2011 Angelo Mio 2011 (Cesareo Project)

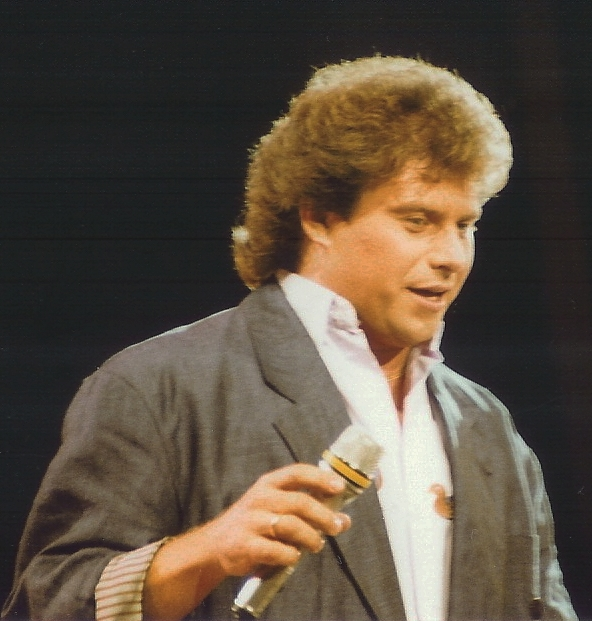
Andy Borg en 1989

### Albums
- 1982 Adios Amor
- 1984 Zärtliche Lieder
- 1984 Gabentisch der Lieder
- 1985 Komm ganz nah' zu mir
- 1986 Am Anfang war die Liebe
- 1987 Ich brauch' Dich jeden Tag
- 1988 Endstation Sehnsucht
- 1989 Bis wir uns wiederseh'n
- 1990 Komm setz di auf an Sonnenstrahl
- 1991 Ich sag' es mit Musik
- 1992 Bleib bei mir heut' Nacht
- 1993 Einmal und immer wieder
- 1993 Single Hit Collection 1982 – 1992
- 1994 Ich brauch' ein bisschen Glück
- 1995 Ich freu' mich auf Dich
- 1996 Was wäre wenn ...
- 1997 Gold
- 1998 Ich sag' ja zu Dir
- 2000 Andy Borg 2000
- 2001 Super Glücklich
- 2002 Herzklopfzeichen
- 2004 Träumen erlaubt
- 2005 Wenn erst der Abend kommt
- 2005 Für dich allein - Die schönsten Liebeslieder
- 2006 Das ist mir zu gefährlich
- 2008 Weihnachten
- 2009 Santa Maria
- 2011 Komm ein bisschen mit
- 2012 Blauer Horizont